# Englefontaine British Cemetery
Englefontaine British Cemetery is een Britse militaire begraafplaats met gesneuvelden uit de Eerste Wereldoorlog, gelegen in de Franse gemeente Englefontaine in het Noorderdepartement. De begraafplaats ligt 750 m ten noordoosten van het dorpscentrum en is bereikbaar via een graspad van 125 m. Ze werd ontworpen door William Cowlishaw en heeft een L-vormig grondplan met een oppervlakte van 586 m². Het terrein is omgeven door een natuurstenen muur. Het Cross of Sacrifice staat in de binnenhoek van de L. De begraafplaats wordt onderhouden door de Commonwealth War Graves Commission.
Er liggen 179 Britten begraven waarvan 9 niet meer geïdentificeerd konden worden.

## Geschiedenis
Englefontaine was gedurende een groot deel van de oorlog in Duitse handen maar werd  op 26 oktober 1918 tijdens het geallieerde eindoffensief door de 18th en 33rd Divisions ingenomen. De begraafplaats werd in november 1918 aangelegd door de Burial Officer van de 38th (Welsh) Division. Na de wapenstilstand werden nog 55 Britse slachtoffers overgebracht vanuit Les Tuileries British Cemetery in Englefontaine.

## Onderscheiden militairen
- de sergeanten A. Hurford en Robert Taylor Smith; de korporaals Samuel Edge en Benjamin Burrows en de soldaten J.I. Hopwood, Albert Pryse Evans en Samuel Caldwell werden onderscheiden met de Military Medal (MM).